# Козел
Козел (њем. Kosel) општина је у њемачкој савезној држави Шлезвиг-Холштајн. Једно је од 165 општинских средишта округа Рендсбург. Према процјени из 2010. у општини је живјело 1.336 становника. Посједује регионалну шифру (AGS) 1058090.

## Географски и демографски подаци
Козел се налази у савезној држави Шлезвиг-Холштајн у округу Рендсбург. Општина се налази на надморској висини од 9 метара. Површина општине износи 30,0 km². У самом мјесту је, према процјени из 2010. године, живјело 1.336 становника. Просјечна густина становништва износи 45 становника/km².

## Међународна сарадња
| Мјесто | Држава    | Врста сарадње | Од    |
| ------ | --------- | ------------- | ----- |
|        | Француска | партнерство   | 1986. |
| Извор  |           |               |       |